# Mette Hardenberg
Mette Hardenberg, född 1569, död 1629, var en dansk adelsdam. Hon blev främst känd för att hon av samtiden troddes ha varit beatt av en demon. 
Hon var dotter till riksråd Erik Hardenberg och gifte sig 1589 med Preben Gyldenstjerne til Vosborg (död 1616). Mette Hardenberg fick 1597 en psykisk sjukdom, och troddes både av sig själv och sin omgivning vara besatt av en ond ande. Detta tilldrog sig stor uppmärksamhet i samtiden. Efter en dröm fick hon en vision om att hon skulle göra en pilgrimsfärd tre mil till fots med tiggarkäpp i hand, något som väckte stort uppseende. Hon levde främst på Fyn och fick under trettioåriga kriget fly undan kejserliga armén.   